# أنتوني نوغروهو
أنتوني نوغروهو (بالإندونيسية: Antoni Putro Nugroho)‏ هو لاعب كرة قدم إندونيسي في مركز الهجوم، ولد في 25 فبراير 1994 في يوغياكارتا في إندونيسيا. شارك مع منتخب إندونيسيا تحت 23 سنة لكرة القدم. أما مع النوادي، فقد لعب مع باريتو بوترا ‏.

## وصلات خارجية
- أنتوني نوغروهو على موقع قاعدة بيانات كرة القدم.إي يو (الإنجليزية)
- أنتوني نوغروهو على موقع Soccerway.com (الإنجليزية)